# 佐世村 (島根県)
佐世村（させむら）は、島根県大原郡にあった村。現在の雲南市大東町下佐世、大東町上佐世、大東町西阿用、大東町大ケ谷にあたる。

## 地理
- 河川：佐世川[1]、赤川[1]

## 歴史
- 1889年（明治22年）4月1日、町村制の施行により、大原郡下佐世村、上佐世村、西阿用村、大ケ谷村が合併して村制施行し、佐世村が発足[1][2]。
- 1951年（昭和26年）4月1日、大原郡大東町、春殖村、幡屋村、阿用村と合併し大東町が存続して廃止された[1][2]。

### 地名の由来
『出雲国風土記』の記載による。須佐之男命が佐世の木の葉を髪に刺して踊った時、葉が地面に落ちたので佐世と名づけられた。

## 産業
- 農業、養蚕、畜産[1]